# Comté d'Adams (Idaho)
Pour les articles homonymes, voir Comté d'Adams.
Le comté d'Adams est un comté des États-Unis situé dans l’État de l'Idaho. En 2000, la population était de 3 476 habitants. Son siège est Council. Le comté a été créé en 1911 et nommé en l'honneur de John Adams, second président des États-Unis.

## Géolocalisation
| Comté de Wallowa (Oregon) | Comté d'Idaho       |                 |
|                           | Comté d'Adams       | Comté de Valley |
| Comté de Baker (Oregon)   | Comté de Washington | Comté de Gem    |

## Principales villes
- Council
- New Meadows

## particularité
Une communauté non-constituée du comté s'appelle Beer Bottle Crossing.

## Démographie
| 1920  | 1930  | 1940  | 1950  | 1960  | 1970  |
| ----- | ----- | ----- | ----- | ----- | ----- |
| 2 966 | 2 867 | 3 407 | 3 347 | 2 978 | 2 877 |

| 1980  | 1990  | 2000  | 2010  | - | - |
| ----- | ----- | ----- | ----- | - | - |
| 3 347 | 3 254 | 3 476 | 3 976 | - | - |